# Wouter Van Mechelen
Wouter Van Mechelen (Anvers, 8 de abril de 1981) es un ciclista belga que fue profesional de 2003 a 2010. 

## Palmarés

### Ruta
2002
- Gran Premio Van de Stad Geel
- 1 etapa del Tour de Loir-et-Cher

2003
- 1 etapa del Circuit des Mines

2004
- 1 etapa del Circuit des Mines
- 1 etapa del Gran Premio del Somme

### Pista
2000
- Campeonato de Bélgica en Omnium

2003
- Campeonato de Bélgica en Madison (con Steven De Neef)
- Campeonato de Bélgica en Omnium